# Cena za štěstí
Cena za štěstí je český film režisérky Olgy Dabrowské z roku 2019. Tematicky navazuje na film Samotáři (2000), u kterého je Dabrowská spoluautorkou námětu. Jeho tématem je život generace, která vyrůstala v 90. letech, a jejich potomků.

## Výroba
Film se natáčel přes léto 2017; čtyři dny se točilo na Skalákově mlýně v Meziříčku u Želetavy, jehož majitel, undergroundový hudebník Miroslav Skalický, se ve filmu objevil, či v Dolním Radíkově.

## Obsazení
| Klára Pollertová      |
| Josef Trojan          |
| Jaroslav Plesl        |
| Pavel Řezníček        |
| Olga Dabrowská mladší |
| Tomáš Hanák           |
| Vanda Hybnerová       |
| Ivana Chýlková        |
| Miroslav Skalický     |